# Tvistein, Antarktis
Tvistein är en bergstopp i Antarktis. Den ligger i Västantarktis. Inget land gör anspråk på området. Toppen på Tvistein är 49 meter över havet.
Terrängen runt Tvistein är varierad. Havet är nära Tvistein åt nordväst. Trakten är obefolkad. Det finns inga samhällen i närheten.